# Nước uống đóng chai

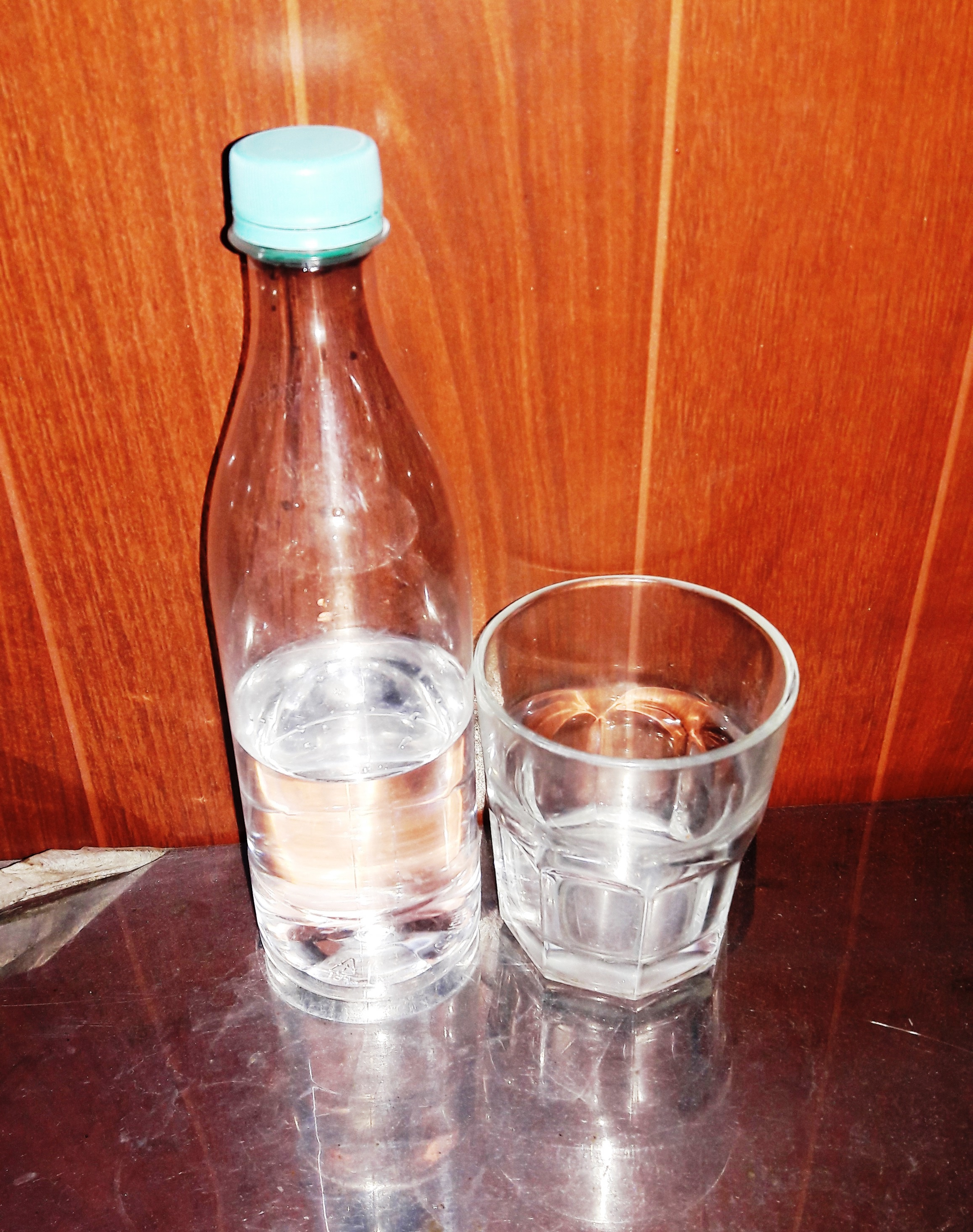
Nước uống đóng chai ở Việt Nam

Nước uống đóng chai là các sản phẩm nước uống được cung cấp trên thị trường bằng hình thức đóng chai. Nước có thể có chứa khoáng chất và CO2 tự nhiên hoặc bổ sung nhưng không phải là nước khoảng và không được chứa đường, các chất tạo ngọt, các chất tạo hương hoặc bất kỳ loại thực phẩm nào khác. Nước uống đóng chai giống nước uống bình thường vì cả hai đều trong vắt như nhau.

## Tổng quan
Nước đóng chai đắt hơn nhiều so với nước máy vì phải thêm chi phí đóng chai và thương hiệu. Mua nước đóng chai ra những gánh nặng tài chính đặc biệt đối với cộng đồng người nghèo và dân tộc thiểu số. Theo Viện Thái Bình Dương, tháng 3 năm 2011, kiểm tra các chi phí nước uống bị ô nhiễm do nitrat trong Central Valley California. Nghiên cứu kết luận rằng "các chi phí tránh nước máy không an toàn cao hơn cho các hộ gia đình có thu nhập thấp và thiểu số bị ảnh hưởng nặng nề bởi ô nhiễm. Theo nghiên cứu, tổng chi phí trung bình cho các hộ gia đình nước mất 4,6% thu nhập cá nhân của hộ gia đình trung bình, nhiều hơn ba lần so với ngưỡng khả năng chi trả cho nước uống. theo khuyến cáo của Cơ quan Bảo vệ Môi trường Mỹ (EPA).
Mọi người nhìn nhận nước đóng chai như là một thay thế an toàn hơn để các nguồn khác của nước như nước máy. Sử dụng nước đóng chai vẫn tăng ngay cả ở những nước mà nước máy sạch là hiện hữu. Điều này có thể là do người tiêu dùng không thích mùi vị của nước máy. Một yếu tố khác góp phần vào hiện tượng này có thể là thành công tiếp thị của nước đóng chai. Trong đầu những năm 1990 ngành công nghiệp nước đóng chai "đã được chi tiêu khoảng $ 43 triệu đô la cho việc quảng cáo. Sự thành công của tiếp thị nước đóng chai có thể được nhìn thấy bằng cách chuyển đổi Perrier của một chai nước vào một biểu tượng trạng thái. Người tiêu dùng có xu hướng chọn nước đóng chai vì lý do sức khỏe liên quan.

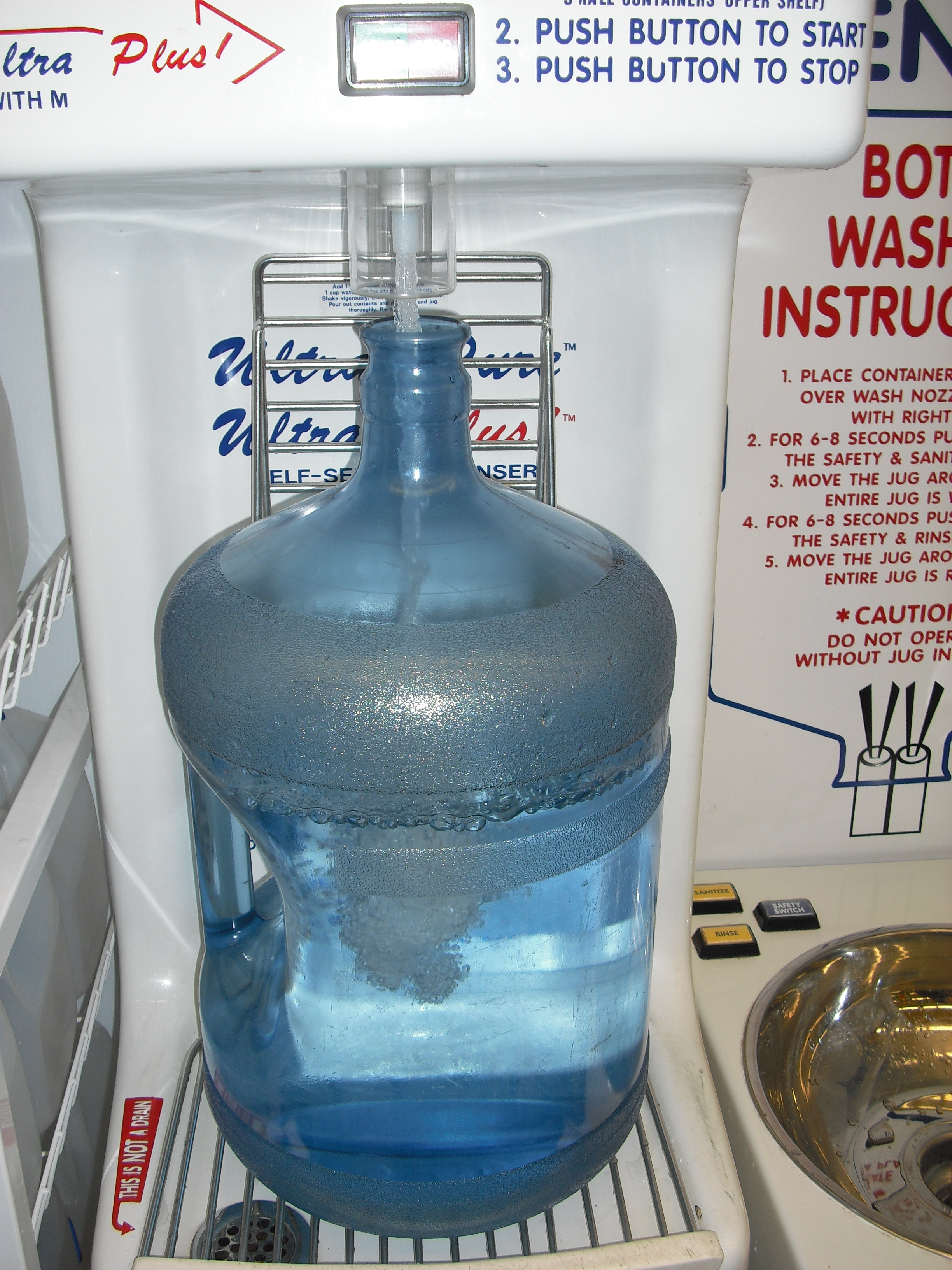
Thùng nước suối

Trong các cộng đồng gặp vấn đề với nước máy, tiêu thụ nước đóng chai là cao hơn đáng kể. Hướng dẫn Hiệp hội Nước đóng chai Quốc tế cho rằng các công ty nước đóng chai không thể so sánh sản phẩm của họ để khai thác nước trong hoạt động tiếp thị. Người tiêu dùng cũng bị ảnh hưởng bởi những ấn tượng gắn liền với thương hiệu cụ thể. Ví dụ, Coca-Cola đã sản phẩm Dasani của họ tung ra khỏi thị trường Anh sau khi tìm thấy mức độ bromat mà cao hơn tiêu chuẩn quy phạm pháp luật vì người tiêu dùng ở Anh liên quan đến lỗ hổng này với sản phẩm Dasani.
Một số đưa ra giả thuyết rằng những khác biệt này là do sự phân bố địa lý của các dân tộc. Nó đã được đưa ra giả thuyết rằng những khác biệt dân tộc trong sử dụng nước đóng chai do sự thay đổi của hệ thống chất lượng nước giữa các khu vực đô thị, ngoại ô và nông thôn (Abrahams et al. 2000). Ở Pháp, một nghiên cứu địa lý tương tự trong năm 1970 cho thấy rằng tiêu thụ nước đóng chai đã được tìm thấy là cao hơn nhiều trong khu vực đô thị (Ferrier 2001). Phát hiện này đã giải thích về chất lượng kém của nước máy đô thị và điều kiện xấu của các đường ống dẫn cũ ở các thành phố của Pháp. Tuy nhiên, trong khi chất lượng nước máy kém có thể thúc đẩy công chúng để tìm kiếm các nguồn thay thế, một mình không nhất thiết dẫn đến tiêu thụ nhiều nước đóng chai.
Một số cuộc điều tra "cho thấy nước đóng chai, xa là một thay thế cho nước máy, có vẻ như được tiêu thụ chủ yếu như là một thay thế cho nước giải khát có cồn và truyền thống (ví dụ như AWWA-RF 1993; FWR 1996) - trường hợp ngoại lệ là khi nước bị ô nhiễm nghiêm trọng trình bày nguy cơ sức khỏe. Nhiều gia đình có thu nhập thấp tránh uống nước máy vì họ sợ nó có thể gây ra bệnh tật. Sử dụng quá nhiều "nước đóng chai và lọc là tốn kém và có thể dẫn đến kết quả bất lợi sức khỏe răng miệng.
Việc tiêu thụ nước đóng chai và lọc đã tăng lên đáng kể tại Hoa Kỳ trong thập kỷ qua, với doanh số bán nước đóng chai tăng gấp ba lần, khoảng 4 tỷ USD năm. Hơn 50% dân số Hoa Kỳ uống nước đóng chai. Mặc dù người ta tin rằng 25% đến 40% nước đóng chai là nước máy chỉ đơn giản là đóng chai. Nói chung, phụ nữ có nhiều khả năng uống nước đóng chai hơn nam giới, và phụ nữ Tây Ban Nha là nhóm có nhiều khả năng uống nước đóng chai. Nước uống đóng chai cũng đòi hỏi một lượng lớn năng lượng để sản xuất và vận chuyển.